# Emlékeink
Az Emlékeink (eredeti cím: Memory) 2023-ban bemutatott amerikai filmdráma, melyet Michel Franco írt és rendezett. A főbb szerepekben Jessica Chastain és Peter Sarsgaard látható.
A filmet beválogatták a 80. Velencei Nemzetközi Filmfesztiválon az Arany Oroszlánért folyó versenybe, ahol 2023. szeptember 8-án mutatták be. Sarsgaard alakításáért elnyerte a legjobb színésznek járó Volpi-kupát. Amerikában 2023. december 22-én került a korlátozott számú mozikba, majd 2024. január 5-én széles körben is megjelent. Magyarországon a HBO Max mutatta be 2024. szeptember 13-án.

## Cselekmény
Sylvia, egyedülálló anya, szociális munkás és gyógyulófélben lévő alkoholista, vonakodva vesz részt a középiskolai osztálytalálkozón húgával, Oliviával. Sylviát megzavarja egy férfi, aki mellette ül és mosolyog rá. Elhagyja az eseményt, és a férfi követi haza, aki kint várakozik az esőben. Reggel Sylvia a férfit kint találja aludni, vizes és alig reagál. Megtudja, hogy a férfi neve Saul, és felhívja a bátyját, Isaacot. Saul és Isaac bocsánatot kérnek. Saul korai demenciában szenved, ami miatt zavart.
Sylvia elviszi Sault egy parkba, hogy megkérdezze, miért követte őt. Saul azt mondja, hogy nem tudja, és nem emlékszik arra, hogy korábban találkozott volna vele, ami felzaklatja a nőt. Sylvia elmondja Saulnak, hogy a középiskolában néhány osztálytársa leitatta és szexuálisan zaklatta őt. Sylvia azzal vádolja Sault, hogy részt vett benne, de ő ragaszkodik hozzá, hogy nem emlékszik erre. Sylvia feldühödve ellopja a nyakláncát, amelyben a vészhelyzeti elérhetőségi adatok vannak, majd meggondolja magát, visszaadja a nyakláncot, és segít neki hazajutni.
Sara, Isaac lánya felajánl Sylviának egy másodállást, hogy napközben vigyázzon Saulra. Sylvia elfogadja, miután Olivia biztosítja őt arról, hogy Saul azután csatlakozott az iskolájukhoz, hogy Sylvia átiratkozott, vagyis nem bántalmazta őt. Sylvia időt tölt Saul gondozásával, és elkezdenek kötődni egymáshoz. Sylvia tudomást szerez Saul elhunyt feleségéről, aki vörös hajú volt, mint ő, és összebarátkozik Sylvia tinédzser lányával, Annával. Egy nap Sylvia és Saul egymásba karolva elalszanak a kanapén, és Sara talál rájuk. Sylvia kényelmetlenül érzi magát az eset miatt, és abbahagyja a látogatásokat. Saul egyedül hagyja el a házat, hogy megkeresse őt, és romantikus kapcsolatba kezdenek, ami felzaklatja Isaacot.
Anna titokban megismerkedik Sylvia és Olivia édesanyjával, Samanthával, mivel Sylvia mindig is ragaszkodott hozzá, hogy soha ne lépjenek vele kapcsolatba.
Olivia otthonában Sylvia Saul és Anna szeme láttára szembesül Samanthával. Sylviát leszidja az anyja, amiért egy mentális problémákkal küzdő férfival randizik, és távol tartja tőle Annát. Miután azzal vádolja Sylviát, hogy hazudik a középiskolai bántalmazásáról, Sylvia elpanaszolja, hogy őt is szexuálisan bántalmazta azelőtt a néhai apja. Olivia bevallja, hogy emlékszik arra, hogy apjuk többször is magával vitte Sylviát a szobájába, amikor még gyerekek voltak. Amikor a fiatalabb Olivia erről kérdezte Samanthát, őt is hazugsággal vádolta meg, és felpofozta.
A retraumatizált Sylvia elzárkózik otthon, miközben Saul gondoskodik róla. Olivia megpróbálja meglátogatni Sylviát, de Anna elküldi, aki megkérdezi, miért nem erősítette meg Sylvia eddig, hogy az apjuk bántalmazta. Olivia azt mondja, hogy még gyerek volt, és sosem volt biztos abban, hogy megbízhat abban, amit látott.
Sylvia Saul segítségével visszatér a mindennapi rutinjához. Egyik este Saul visszatér a fürdőszobából, de összezavarodik, hogy melyik hálószobaajtó Sylviáé és melyik Annáé, ezért úgy dönt, hogy kiül a folyosóra. Másnap, amikor egyedül van, Saul leesik Sylvia erkélyéről, és kórházba kerül. Sylvia megpróbálja meglátogatni Sault, de Isaac megállítja.
Sylvia többször is megpróbálja felhívni Sault, és üzeneteket hagy, amelyekre nem válaszol. Anna meglátogatja Saul otthonát, és látja, hogy van egy főállású ápolója. Nem tudott kapcsolatba lépni Sylviával, mert Isaac elkobozta a telefonját, és megtiltotta neki, hogy elhagyja a házat. Anna meggyőzi Sault, hogy osonjon ki vele, és odavezeti Sylviához, aki megöleli őt.

## Szereplők
| Szerep   | Színész          | Magyar hang     |
| -------- | ---------------- | --------------- |
| Sylvia   | Jessica Chastain | Györgyi Anna    |
| Saul     | Peter Sarsgaard  | Fekete Ernő     |
| Olivia   | Merritt Wever    | Bálint Adrienn  |
| Samantha | Jessica Harper   | Kovács Nóra     |
| Sara     | Elsie Fisher     | Czető-Fritz Éva |
| Anna     | Brooke Timber    | Vadász Laura    |
| Isaac    | Josh Charles     | Bozsó Péter     |
| Robert   | Tom Hammond      | Láng Balázs     |
| Mark     | Jackson Dorfmann | Tóth Márk       |

### Magyar változat
- Bemondó: Bordi András
- Magyar szöveg: Zalatnay Márta
- Hangmérnök és vágó: Kis Pál
- Gyártásvezető: Farkas Márta
- Szinkronrendező: Nikodém Gerda
- Produkciós vezető: Fodor Eszter

A szinkront a Mahir Szinkron Kft. készítette el.

## A film készítése
A forgatás 2022 májusában fejeződött be New Yorkban. A Variety szerint Chastain Sarsgaardot ajánlotta Saul szerepére.

## Bemutató
A filmet 2023. szeptember 8-án mutatták be a 80. Velencei Nemzetközi Filmfesztiválon. Észak-amerikai premierje a 2023-as Torontói Nemzetközi Filmfesztiválon volt 2023. szeptember 10-én. 2023 októberében a Ketchup Entertainment megvásárolta a film forgalmazási jogait. Az Egyesült Államokban 2023. december 22-én, korlátozott számú moziban mutatták be, majd 2024. január 5-én széles körben is megjelent. Az Egyesült Királyságban 2024. február 23-án került a mozikba.

## Díjak és jelölések
| Év   | Díj / Filmfesztivál               | Kategória                                         | Átvevő(k)        | Eredmény | Forr.  |
| ---- | --------------------------------- | ------------------------------------------------- | ---------------- | -------- | ------ |
| 2023 | Velencei Nemzetközi Filmfesztivál | Arany Oroszlán díj                                | Michel Franco    | Jelölve  | [ 15 ] |
| 2023 | Velencei Nemzetközi Filmfesztivál | Volpi Kupa a legjobb színésznek                   | Peter Sarsgaard  | Elnyerte | [ 15 ] |
| 2023 | Independent Spirit Awards         | Legjobb alakítás                                  | Jessica Chastain | Jelölve  | [ 16 ] |
| 2024 | Casting Society of America        | Kis költségvetésű játékfilm – vígjáték vagy dráma | Susan Shopmaker  | Elnyerte | [ 17 ] |